# Valérie Lagrange
Valérie Lagrange, geboren als Danielle Charaudeau, (Parijs, 25 februari 1942) is een Franse zangeres en actrice.
Vanaf eind jaren 50 begint ze met het schrijven en zingen van chansons, maar in 1968 komt ze onder invloed van de hippiebeweging in Frankrijk en daardoor verandert haar muzikale stijl, zoals bijvoorbeeld blijkt uit de titels van de albums La Folie (1983) en Rebelle (1985). In Nederland en Vlaanderen blijft haar populariteit – vergeleken met Frankrijk – beperkt.

## Filmografie (selectie)
- 1959 - La Jument verte (Claude Autant-Lara)
- 1960 - Le Gigolo (Jacques Deray)
- 1960 - La Française et l'Amour (anthologiefilm, episode La Virginité van Michel Boisrond)
- 1961 - Auguste (Pierre Chevalier)
- 1961 - Morgan, the Pirate (André De Toth)
- 1961 - I Fratelli Corsi (Anton Giulio Majano)
- 1963 - Les Bricoleurs (Jean Girault)
- 1963 - Dragées au poivre (Jacques Baratier)
- 1964 - La Ronde (Roger Vadim)
- 1964 - Un monsieur de compagnie (Philippe de Broca)
- 1965 - Les Tribulations d'un Chinois en Chine (Philippe de Broca)
- 1966 - Un homme et une femme (Claude Lelouch)
- 1966 - Mon amour, mon amour (Nadine Trintignant)
- 1967 - Un homme à abattre (Philippe Condroyer)
- 1967 - Week-end (Jean-Luc Godard)
- 1967 : Visa de censure n° X (Pierre Clémenti)
- 1968 - Les Idoles (Marc'O)
- 1970 - Le Lit de la Vierge (Philippe Garrel)
- 1972 - La Vallée (Barbet Schroeder)
- 1975 - Le Chat et la Souris (Claude Lelouch)
- 1976 - Le Bon et les Méchants (Claude Lelouch)
- 1976 - Si c'était à refaire (Claude Lelouch)
- 1982 - Le Rose et le Blanc (Robert Pansard-Besson)
- 1989 - Mes nuits sont plus belles que vos jours (Andrzej Żuławski)
- 2009 - Joueuse (Caroline Bottaro)
- 2013 - Elle s'en va (Emmanuelle Bercot)

## Discografie
- La Folie (1983)
- Les Trottoirs de l'Eternité (1983)
- Rebelle (1985)

- Biblioteca Nacional de España: XX890650
- Bibliothèque nationale de France: cb13548461h (data)
- International Standard Name Identifier: 0000 0001 2130 5282
- Library of Congress Control Number: n97878170
- MusicBrainz: 7c57a7d9-9827-4066-b442-d1857fe3c4bc
- Nationale Bibliotheek van Tsjechië: xx0212110
- Système universitaire de documentation: 050811649
- Virtual International Authority File: 44462718